# Estação Magalhães Bastos
Magalhães Bastos é uma estação de trem do ramal de Santa Cruz, localizada na Zona Oeste do Rio de Janeiro.

## História

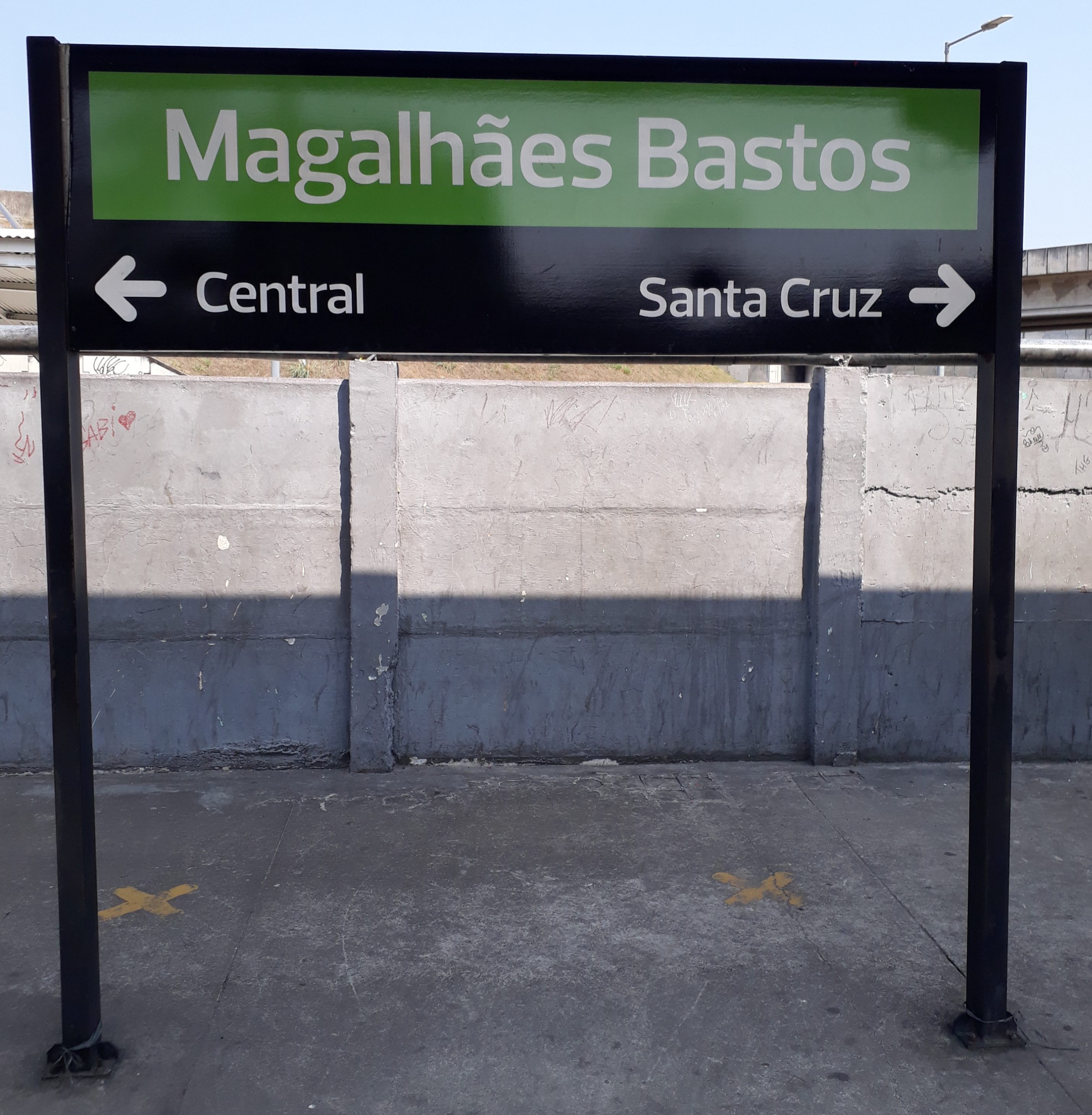
Placa Magalhães Bastos

Em 1904 o governo federal iniciou a implantação de Vila Militar, bairro planejado para atender as militares e suas famílias. Milhares de operários e suas famílias foram atraídos para construir esse empreendimento. Muitos acabaram por se estabelecer num novo loteamento chamado Vila São José, instalado na recém desapropriada Fazenda de Sapopemba do Conde Sebastião do Pinho-localizada às margens do ramal de Santa Cruz da Estrada de Ferro Central do Brasil. Com a implantação de Vila Militar em andamento, a Vila São José passou a crescer e depender economicamente desta, fornecendo funcionários para serviços domésticos e de manutenção predial. Porém, o transporte entre a Vila Militar e a Vila São José era precário. Assim os moradores de Vila São José se organizaram em um abaixo-assinado em março de 1913 pedindo ao então direto da Central , Paulo de Frontin, a construção de um apeadeiro para embarque e desembarque dos moradores.
Apesar dos apelos, em especial do Mestre de obras português Manoel Guina, o apeadeiro foi inaugurado apenas em 18 de agosto de 1914, sendo batizado de "Parada Militar". Com a morte de Antonio Leite de Magalhães Bastos Filho (1873-1920), coronel comandante do Primeiro Batalhão de Engenharia e um dos principais responsável pela implantação de Vila Militar, a parada foi rebatizada de "Magalhães Bastos". Com o crescimento da região, que acabou incorporando o novo nome da parada, a população local passou a pleitear a ampliação das instalações da mesma.
Em 1935 são iniciadas obras de construção de uma edificação para a abrigar a futura estação de Magalhães Bastos. A parada foi elevada para a categoria de estação pela Central em 20 de junho de 1936.
Durante as obras para a realização dos Jogos Olímpicos de Verão de 2016, Magalhães Bastos foi uma das 6 estações selecionadas para receber obras de melhorias. Orçadas em R$ 7,5 milhões, as obras forma iniciadas em agosto de 2015 e inauguradas em junho de 2016.

## Plataformas
Plataforma 1A: Sentido Santa Cruz
Plataforma 2B: Sentido Central do Brasil

## Fonte
- Max Vasconcellos: Vias Brasileiras de Comunicação, 1928;